# Krampella dubia
Krampella dubia är en nässeldjursart som beskrevs av Russell 1957. Krampella dubia ingår i släktet Krampella och familjen Tiarannidae. Inga underarter finns listade i Catalogue of Life.